# Theridion mehlum
Theridion mehlum là một loài nhện trong họ Theridiidae.
Loài này thuộc chi Theridion. Theridion mehlum được Michael J. Roberts miêu tả năm 1983.